# خوسيه ماريا مارتينيز ساليناس
خوسيه ماريا مارتينيز ساليناس هو سياسي هندوراسي، (ولد في هندوراس 1780  م).